# まだ帰りたくない大人たちへ チョコレートナナナナイト!
『まだ帰りたくない大人たちへ チョコレートナナナナイト!』（まだかえりたくないおとなたちへ チョコレートナナナナイト!）は、2019年4月2日から2022年3月27日まで静岡放送（SBSラジオ）で毎週火曜日19:00 - 21:00に放送されていたラジオ番組である。

## 概要
2018年度まで行われていたナイター中継（『SBSビッグナイター』）が、2019年度より水～金曜へ縮小するにあたり開始した番組で、「スイートでビターな刹那な夜へと誘う」をキャッチフレーズに展開するバラエティ番組。アルコ&ピースの酒井健太が単独で出演するほか、開始時点でSBSに入社したばかりだった矢端名結（2022年2月までは同局アナウンサー）が出演する。

リスナーの通称は「キモメンちゃん」、「キモウーメンちゃん」。
火曜日に静岡県内でプロ野球公式戦が開催される場合も、本番組を優先してSBSが開催球団の地元局に裏送りする（2021年8月24日に静岡草薙球場で開催される「ヤクルト vs 中日」の東海ラジオへの裏送りが最初の例）。
2022年1月11日の放送で矢端が2022年2月末で静岡放送を退社することに合わせて同年3月22日の放送をもって終了することが発表された。
しかし、3月15日に酒井が新型コロナウイルスに罹患し同日の放送を欠席（矢端も濃厚接触者に該当したため欠席し、原口単独で放送を進行した。）。これに伴い、3月22日に放送予定していた最終回は同日の放送を休止の上で、3月27日（日曜）18:30 - 20:00に時間を変更して放送した。

## 出演者
- 酒井健太（アルコ&ピース）

神奈川県川崎市出身ではあるが、静岡県内の大学に通っていたり、サッカーへの知識も深い。番組内では「国王」と呼ばれることもある。
- 矢端名結

「名結」と書いて「みゆ」と読む。愛称はやばたん。開始当時はSBSアナウンサーだったが、2022年2月末で退社したため同年3月放送分（最終回までの4回）はフリーアナウンサーとして出演。
過去に群馬県のご当地アイドルグループ『あかぎ団』に所属しており、番組内ではその事で度々酒井にイジられている。
2019年9月から2021年12月まではテレビのワイド番組『ORANGE』（16:50-19:00）の司会を兼務していた関係で、火曜日のみ『ORANGE』を17:50で退席していた。

## コーナー
ヤバいゲストのコーナー
静岡の『ヤバい』住人をゲストに呼び、トークをするコーナー。
夜の生中継
以下の2企画が隔週で放送されているが、内容はいずれも屋外で街行く人にインタビューするもの。オープニング後のCM明けと20時過ぎの2回放送。
- 『お持ち帰り大作戦』 - 原口大輝アナウンサーが担当する週のタイトル。コーナー初期は指定された三つのお題に沿った女性を番組中に静岡の街中で探し、スタジオに「お持ち帰り」できるか交渉していた。
- 『えりにゃんのおねだり大作戦』 - 元仮面女子の上矢えり奈が担当する週のタイトル。コーナー初期は番組中に静岡の街中にいる女性に携帯電話の検索履歴を覗かせてくれるようおねだりする内容だった。

来週の日記
リスナーから『来週の予定を記した日記』を募集するコーナー。番組メールの他に、公式TwitterのDMでも募集を行っている。
今日のチョコレート大賞
その日の放送に投稿したリスナーから酒井が「大賞」を選ぶ。選ばれたリスナーには調香師・太田奈月による特製の香水が贈呈される。
赤ペン先生
エンディング後のコーナー。番組中に読まれなかったネタハガキを一枚読み上げ、酒井と矢端がアドバイスを送る。
チョコナナ合唱団 公開オーディション
番組発の合唱チーム「チョコナナ合唱団」に入団希望者のリスナーと電話を繋ぎ、歌声を披露してもらう。2020年10月6日の放送で、あるリスナーからの合唱曲が好きだというメールに対し、酒井が「チームチョコナナで合唱をやりたい」と発言。すると多くのリスナーから合唱団への参加希望のメールが届いたことがきっかけとなりスタートした。
2022年2月の公開収録で実施予定だったが、新型コロナウイルス感染症の再拡大や番組終了決定を受けて企画は頓挫した。また、公開収録自体も後に開催中止が決定された。

### 過去のコーナー
ゴッチのゴチペディア
知る人ぞ知る知性の人『ゴッチ』が、自身が持ち込んだテーマに沿った『知識』を酒井と矢端に報告するコーナー。9月末の放送をもってゴッチが番組から卒業したことに伴い終了。
やばたんの静岡ナンバーワン！
番組スタッフが独断と偏見で選んだ静岡の名物グルメを、酒井と矢端が試食する。
第2のゴッチ選手権
ゴッチの意志を継ぐ者を募集する。番組に応募してきたリスナーが直接あるいは電話で出演し、ゴチペディア同様自らの知識を発表する。
妄想実況席
ノージャンルの妄想実況を募集し、SBSの男性アナがスポーツ実況のように読み上げる。
えりにゃんのお仕置き大作戦
上矢えり奈が番組中に静岡の街中で罪を懺悔したい人を探し、上矢がビンタでお仕置きをする。
あつまれ キモメンの森
『あつまれ どうぶつの森』のパロディコーナー。架空の無人島「チョコナナ島」に集まった住民という設定で、番組リスナー3人とビデオ通話を行う。

## 放送日程
| 放送リスト(2019年) | 放送リスト(2019年) | 放送リスト(2019年)                                       | 放送リスト(2019年) |
| 回数               | 放送日             | ヤバいゲストのコーナー                                   | 備考 |
| ------------------ | ------------------ | -------------------------------------------------------- | --- |
| 第1回              | 4月2日             | キャバ嬢のえみりちゃん                                   | |
| 第2回              | 4月9日             | 焼津のスナックのママ                                     | |
| 第3回              | 4月16日            | フィリピンパブの従業員                                   | |
| 第4回              | 4月23日            | オカマバーのママ                                         | |
| 第5回              | 4月30日            | 声優ユニット 久能山一郎のクリームパン                    | |
| 第6回              | 5月7日             | 静岡のキャバ嬢                                           | 上矢えり奈 初登場 |
| 第7回              | 5月14日            | 太田奈月（調香師）                                       | |
| 第8回              | 5月21日            | chelmico                                                 | |
| 第9回              | 5月28日            |                                                          | |
| 第10回             | 6月4日             |                                                          | 上矢えり奈 おまちスタジオ中継 |
| 第11回             | 6月11日            |                                                          | 収録回(手づくりカレー甲子園) |
| 第12回             | 6月18日            | 掛川のキャバ嬢                                           | |
| 第13回             | 6月25日            |                                                          | |
| 第14回             | 7月2日             | FUJIYAMA HUNTERS BEER                                    | |
| 第15回             | 7月9日             | ラブホテル経営会社 スタッフ                              | |
| 第16回             | 7月16日            | 静岡市葵区 カツカレーのジャイアン店主                    | |
| 第17回             | 7月23日            | 宮村みけ                                                 | |
| 第18回             | 7月30日            | 渡部秀                                                   | |
| 第19回             | 8月6日             |                                                          | |
| 第20回             | 8月13日            | 静岡市駿河区 サウナしきじ スタッフ                       | |
| 第21回             | 8月20日            | のうさぎゆん                                             | |
| 第22回             | 8月27日            | 静岡クラフトビアマップ 制作チーム                        | |
| 第23回             | 9月3日             | 太田奈月（調香師）                                       | |
| 第24回             | 9月10日            | サンドイッチ屋『SUNRISE』店主                            | |
| 第25回             | 9月17日            | CAPブランド ワンダーファブリックデザイナー               | |
| 第26回             | 9月24日            | 藤枝のキャバ嬢                                           | ゴッチ最終回 |
| 第27回             | 10月１日           | おいしい産業広報                                         | |
| 第28回             | 10月８日           |                                                          | 桑原秀和アナ登場 |
| 第29回             | 10月15日           | 中華料理屋 新新京店主 カワムラさん                       | |
| 第30回             | 10月22日           | 静岡市葵区テキーラ・ダイナー オーナー                    | |
| 第31回             | 10月29日           | 徳元俊伸（静岡大学教授）                                 | |
| 第32回             | 11月5日            | ミス静大ファイナリスト 2名                               | |
| 第33回             | 11月12日           | ミス静大ファイナリスト 2名                               | 11月17日静岡大学ミスコンイベント |
| 第34回             | 11月19日           | 静岡市葵区 クラフトビアステーション 店主                 | K-mix副部長視察 |
| 第35回             | 11月26日           | 高校生画家 山本かよこ                                    | |
| 第36回             | 12月3日            | まぼろし博覧会の館長 セーラちゃん                        | 酒井遅刻 |
| 第37回             | 12月10日           | 今井伸（聖隷浜松病院医師）                               | |
| 第38回             | 12月17日           | 今井伸（聖隷浜松病院医師）                               | |
| 第39回             | 12月24日           | 貧乏神神社三倉分社祭主 田邊口幸麻呂                      | |
| 第40回             | 12月31日           | 中華料理屋 新新京店主 カワムラさん                       | |
| 放送リスト(2020年) |                    |                                                          | |
| 回数               | 放送日             | ヤバいゲストのコーナー                                   | 備考 |
| 第41回             | 1月7日             | スマートニュース スタッフ                                | ラジオドラマ コーナー『ぼくの彼女、ヤバにゃん』 開始 |
| 第42回             | 1月14日            | タイガー小堺（AV監督）                                   | |
| 第43回             | 1月21日            | 太田奈月（調香師）                                       | |
| 第44回             | 1月28日            | 大東駿介                                                 | |
| 第45回             | 2月4日             | 青木詩織、赤堀君江（SKE48）                              | |
| 第46回             | 2月11日            | 太田奈月（調香師）                                       | 熱海後楽園ホテルでの公開録音の模様を放送 この週、矢端は年次休暇の消化を行っているため『ORANGE』は出演していないが、当番組は収録であったことから通常通り出演している。 |
| 第47回             | 2月18日            | そろそろ谷川（漫画家、DLE所属）                          | |
| 第48回             | 2月25日            | ハーレーダビッドソン静岡 ディーラー                      | |
| 第49回             | 3月3日             |                                                          | |
| 第50回             | 3月10日            | 熱海市 常盤木羊羹店                                      | |
| 第51回             | 3月17日            | 長泉町 ファーストフードpaku×2店主                        | |
| 第52回             | 3月24日            | 松本光一（株式会社TENGA社長）                            | |
| 第53回             | 3月31日            | 浜松市浜北区（現・浜名区） えなみ農園園主                | |
| 第53回             | 4月7日             | コーナー休止                                             | 酒井はリモートでの出演 |
| 第54回             | 4月14日            | 三上丈晴（『月刊ムー』編集長）                           | 酒井はリモートでの出演 |
| 第55回             | 4月21日            | 久能山東照宮権宮司                                       | 酒井はリモートでの出演 |
| 第56回             | 4月28日            | 丁子屋主人                                               | 酒井はリモートでの出演 |
| 第57回             | 5月5日             | 音楽フェス「頂 -ITADAKI-」プロデューサー                 | 酒井はリモートでの出演 |
| 第58回             | 5月12日            | 鄭大世（サッカー選手・当時清水エスパルス所属）           | 酒井はリモートでの出演 |
| 第59回             | 5月19日            | 潮崎豪（プロレスラー・プロレスリング・ノア所属）         | 酒井はリモートでの出演 |
| 第60回             | 5月26日            | Peelander-Yellow（ロックバンドPeelander-Zメンバー）      | 酒井はリモートでの出演 |
| 第61回             | 6月2日             | 太田奈月（調香師）                                       | 酒井はリモートでの出演 |
| 第65回             | 6月9日             | 韓国在住のブロガー Misaさん                              | 酒井はリモートでの出演 |
| 第66回             | 6月16日            | オンラインキャバクラのキャバ嬢                           | 酒井はリモートでの出演 |
| 第67回             | 6月23日            | カツカレーのジャイアン店主                               | この週より酒井がスタジオ復帰 |
| 第68回             | 6月30日            | 町工場・大輝社長                                         | |
| 第69回             | 7月7日             | 静岡市駿河区 鈴木酒店 店主                               | |
| 第70回             | 7月14日            | さいたま市大宮区 あさひ刀剣 店主                         | 酒井がリモート出演に戻る |
| 第71回             | 7月21日            | タイガー小堺                                             | 酒井がリモート出演に戻る |
| 第72回             | 7月28日            | こんちゅうクン                                           | 酒井がリモート出演に戻る |
| 第73回             | 8月4日             | 春日部市 田中帽子店                                      | 酒井がリモート出演に戻る |
| 第74回             | 8月11日            | 静岡市葵区 あべの古書店 店主                             | 酒井がリモート出演に戻る |
| 第75回             | 8月18日            | chelmico                                                 | 酒井がリモート出演に戻る |
| 第76回             | 8月25日            | 高田柊（ヨーヨーパフォーマー）                           | 酒井がリモート出演に戻る |
| 第77回             | 9月1日             | エステー 宣伝部スタッフ                                  | 酒井がリモート出演に戻る |
| 第78回             | 9月8日             | ウノ山本（UNO芸人）                                      | 酒井がリモート出演に戻る |
| 第79回             | 9月15日            | バーグマン田形                                           | 酒井がリモート出演に戻る |
| 第80回             | 9月22日            | コーナー休止                                             | 酒井がリモート出演に戻る |
| 第81回             | 9月29日            | 性感エステ店 女性従業員                                  | 酒井はSBSのサテライトスタジオから出演 |
| 第82回             | 10月6日            | 太田奈月（調香師）                                       | 酒井はSBSのサテライトスタジオから出演 |
| 第83回             | 10月13日           | okudaira base（暮らし系YouTuber）                        | この週より酒井がスタジオ復帰 |
| 第84回             | 10月20日           | 静岡市シェアサイクル「PULCLE」 職員                      | |
| 第85回             | 10月27日           | 掛川市 蒲団屋山昇 店主                                   | |
| 第86回             | 11月3日            | 矢沢ようこ（ストリッパー）                               | |
| 第87回             | 11月10日           | 今井伸（聖隷浜松病院医師）                               | |
| 第88回             | 11月17日           | 静岡市葵区 半頃ﾉ紫 （ハンゴロシカレー）オーナー          | |
| 第89回             | 11月24日           | さくら剛（作家）                                         | |
| 第90回             | 12月1日            | カツカレーのジャイアン店主                               | |
| 第91回             | 12月8日            | エステー 宣伝部スタッフ                                  | |
| 第92回             | 12月15日           | そのまんま美川（ものまねタレント）                       | |
| 第93回             | 12月22日           | 株式会社MYU 社長                                         | |
| 第94回             | 12月29日           | 野中悠太郎（騎手）                                       | |
| 放送リスト(2021年) |                    |                                                          | |
| 回数               | 放送日             | ヤバいゲストのコーナー                                   | 備考 |
| 第95回             | 1月5日             | 逢根あまみ（ラブホ探訪家）                               | |
| 第96回             | 1月12日            | 平岡理恵（プロ雀士）                                     | |
| 第97回             | 1月19日            | コーナー休止                                             | この放送より酒井がリモート再び出演に戻る |
| 第98回             | 1月26日            | 天野義明（社会人野球チーム山岸ロジスターズ 監督）        | この放送をもって大石プロデューサーが離任 |
| 第99回             | 2月2日             | 松本光一                                                 | |
| 第100回            | 2月9日             | コーナー休止                                             | 録音放送 |
| 第101回            | 2月16日            | 名古屋のSM女王様                                         | |
| 第102回            | 2月23日            | 太田奈月（調香師）                                       | |
| 第103回            | 3月2日             | ぁみ（怪談家）                                           | |
| 第104回            | 3月9日             | 静岡市のサウナ愛好家                                     | |
| 第105回            | 3月16日            | 實川欣伸（登山家）                                       | オープニングにミスターヤバタンが電話出演。 番組後半には宮嵜守史が電話出演し、4月から酒井の出演するアルコ&ピース D.C.GARAGEがSBSでもネット開始することを報告した。     |
| 第106回            | 3月23日            | 白輪剛史（iZoo園長、爬虫類研究家）                       | |
| 第107回            | 3月30日            | 静岡の天津飯愛好家                                       | |
| 第108回            | 4月6日             | 神凪（緊縛師）                                           | |
| 第109回            | 4月13日            | 焼津市の深海魚漁師                                       | |
| 第110回            | 4月20日            | 望月佑樹（アンプティサッカーチーム・ガネーシャ静岡所属） | |
| 第111回            | 4月27日            | 江川英龍公を広める会 スタッフ                            | |
| 第112回            | 5月4日             | 先週の生中継コーナーに出演したネパール出身男性           | |
| 第113回            | 5月11日            | みんな電力株式会社 社長                                  | |
| 第114回            | 5月18日            | 花澤香菜                                                 | |

## テーマ曲
- オープニング
  - La La La（Willy William）
- ヤバいゲストのコーナー
  - くちばしにチェリー（EGO-WRAPPIN'）
  - One More Night（ボビー・ブラウン）
- 夜の生中継
  - んなわけないけど（ナナヲアカリ）
- エンディング
  - Love Is Over (1UP Version)（chelmico）

## その他
- 2019年4月23日に放送された『爆笑問題の日曜サンデー』（TBSラジオ）にて行われた企画『全日本ラジオ新番組選手権』にてこの番組がノミネートされ、472票を獲得し、第2位を獲得した[6]。
- 2021年10月29日、酒井と矢端が結婚するという内容のニュースが女性セブンで報じられ[7]、その後、同年11月2日の放送にて酒井と矢端の口から現在婚約中である事を発表し[8]、同年11月12日に酒井と矢端のインスタグラムを通して入籍した事を報告した[9]。